# 9 × 18 mm Police
Die Patrone 9 × 18 mm Police / 9 × 18 mm Ultra  ist eine Pistolenmunition. Sie wird beispielsweise für Pistolen des Typs Walther PP Super Kaliber 9 mm Police eingesetzt.

## Entwicklung
Mitte der 1960er-Jahre begann bei den Unternehmen SIG Holding (SIG) und Dynamit Nobel (DAG) die Entwicklung der Patrone 9 × 18 mm Police / 9 × 18 mm Ultra. Für die SIG übernahm nach den ersten Versuchen die Patronenfabrik Hirtenberger die weitere Entwicklung der 9 mm Police. Die Fertigungen beider Unternehmen sind heute identisch. Außer von DAG und Hirtenberger wird diese Munition heute noch von Fiocchi und der Eidgenössischen Munitionsfabrik Thun gefertigt.
Die Ursprünge der Munition reichen bis in die Zeit vor den Zweiten Weltkrieg zurück. Geco und Walther entwarfen im Auftrag der Luftwaffe mit der 9 mm Ultra eine Patrone, die  keine starre Verriegelung benötigen sollte und daher etwas schwächer als die 9-mm-Parabellum sein musste, gleichwohl aber genügend Energiereserven für den militärischen Einsatz bieten sollte. Die Entwicklung dieser Kompromisslösung wurde während des Krieges eingestellt und in den 1970er-Jahren wieder aufgegriffen. Es galt nunmehr, eine Patrone für die Bewaffnung der bundesdeutschen Polizei zu bestimmen, doch auch hier entschieden sich die Behörden meist für die Parabellum. Eine Anzahl von Pistolen des Typs Walther PP Super Kaliber 9 mm Police wurde dennoch beschafft, vor allem von der bayerischen und rheinland-pfälzischen Polizei.

## Synonyme
- 9 mm Police
- 9 mm Ultra
- 9 × 18 mm Ultra
- 9 × 18 mm Police

## Waffen
- Walther PP Super
- SIG P230
- Steyr GB 9 mm Ultra/9 x 18[2]